# Rue Désirée (Lyon)
Pour les articles homonymes, voir Rue Désirée.
La  rue Désirée est une voie piétonne du quartier des pentes de la Croix-Rousse dans le 1er arrondissement de Lyon, en France.

## Situation et accès
C'est une voie piétonne qui commence rue Romarin pour se terminer place Louis-Pradel. Elle est accessible pour les véhicules autorisés et les livraisons mais limitée à 10km/h.

## Origine du nom
Elle porte ce nom car elle fut désirée par les Lyonnais.

## Histoire
La rue est ouverte en 1511 par Étienne Gautherets et porte au début le nom de rue des Gautherets en Teraille. Le consulat la prolonge en 1554 de la rue Romarin à la rue du Griffon. Vers 1745, elle fut aussi nommée rue Diserée ou d'Iseré. Il existait autrefois une plaque à l'angle de la rue du Griffon qui rappelait la date de l'ouverture de la rue, cette plaque est aujourd'hui conservée au musée Gadagne.
Au no 27, lieu de naissance de Jean-Baptiste Frénet (1814-1889) peintre, sculpteur et photographe lyonnais.